# 深堀大尉事件

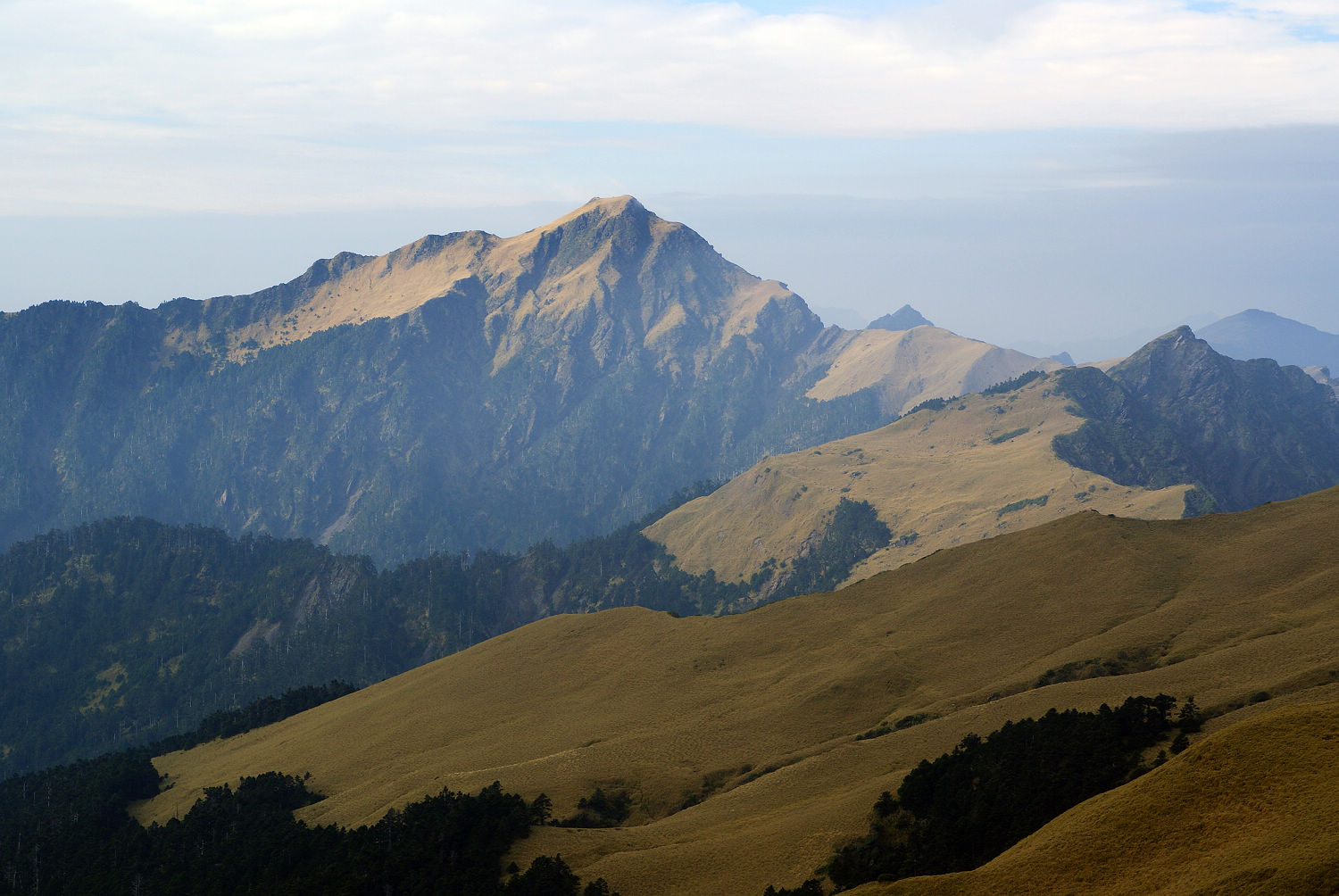
一行が遭難した奇萊山

深堀大尉事件（ふかぼりたいいじけん）とは1897年、日本統治時代の台湾において、日本陸軍歩兵大尉深堀安一郎が率いる山岳探検隊一行が、中央山脈奇萊山中において襲撃、殺害された事件である。

## 時代背景
1895年、日清戦争後の下関条約によって、清王朝は台湾を大日本帝国に割譲した。だが当の台湾の住民に何の説明もないままの割譲は反発を呼び、台湾住民と日本軍との間で乙未戦争と呼ばれる戦闘状態に陥るものの、日本は武力をもって台湾西部の平地地帯を平定した。
1896年、日本軍参謀本部陸軍歩兵中尉長野義虎は八通関古道と関門古道を経由して台湾中央山脈を横断し、台湾最高峰の玉山（当時はモリソン山とも呼ばれていた）に至る。探検の成功後、台湾総督府軍務局は陸軍部に5方面に渡って山岳地帯への探検隊を派遣させた。そのうちの第2班「中央横断隊」陸軍歩兵大尉・深堀安一郎（1863 - 1897年）らの14人は1897年1月に出発し、中央山脈を横断する能高越嶺道および鉄道敷設予定地を測量し、2月に台湾東西の分水嶺となる奇萊主山方面から花蓮港（現在の花蓮市）へ至る路程で行方不明となった。救助隊は3月に深堀隊らの遺失物を発見し、一同がタイヤル族、セデック族、あるいはタロコ族らに襲撃されたことが予感された。

## 過程
深堀安一郎は、肥前国西彼杵郡深堀村406番地（現在の長崎県長崎市深堀地区）の士族の家庭に生まれた。家は軍人を輩出し、父・深堀弼之大尉は西郷従道のもとで牡丹社事件後の台湾征伐に従軍した。安一郎は日清戦争時に大尉を拝命し、朝鮮半島の戦役での軍功により勲七位（正六位）を叙せられている。日本の台湾領有後は守備隊第一連隊に派遣され、
中隊長を務めた。探検隊には台湾総督府民政部殖産局蕃務課技師林学士の原音吉、地図作成のため測量を担当する板倉亀五郎もメンバーに加わっていた。
官報によれば深堀大尉一行は1月11日に台北を出発し、15日に埔里社（現在の南投県埔里鎮東南部）、22日に濁水渓上流の霧社渓流域に住むタイヤル族トロック群の集落、サード社に7日間滞在した。だが、旅程において探検隊メンバーは行き合う台湾原住民に対して横暴に接し、測量作業に好奇心を覚えて見物する原住民らを殴打に及ぶ一幕もあったという。そのため次第に周囲から恨みを買っていた。やがて1月28日に元々の通訳と案内人がマラリアに感染し、山岳地帯の厳寒と降雪にさいなまれる中、いずれ後山（台湾東部）の花蓮へ至るまでに遭遇するであろう敵対勢力を恐れて自ら探検隊を去った。深堀大尉一行は官話以外での意思の疎通もままならず、悪天候と降雪にさいなまれつつトロック群の集落に10日ほど滞在した。だが2月初め、盲目的に後山を目指して出発した。新たに雇ったトロック群の案内人は、敵対する部族を避けるため一行をタイヤル族マレッパ蕃のハック社（『台灣府志』では福骨社と記される）の勢力圏へと案内した。だがハック社の村人は清朝統治時代の台湾における開山撫番政策により、清軍の「討伐」を受けた経験から深堀大尉一行を清王朝時代と同様の「討伐の前衛部隊」と誤解し、深堀隊一行を襲撃した。埔里社撫墾署が派遣した捜索隊は3月の中旬、合歓山南方、奇萊主山西方、濁水渓上流、霧社渓のミナッケン渓、現在の合歓瀑布下方付近で深堀隊の所持品を発見し、彼らの遭難が明らかとなった3年後の1900年の捜索で、トロック群のサード社において5個の頭蓋骨、眼鏡や麻製の脚絆、黒檀製の箸など多くの遺物を発見した。

## その後
この事件にちなみ、ミナッケン渓で発見された「日本帝国第一の大瀑布」合歓瀑布は、「深堀滝」と命名された。また奇萊南峰西南側、1㎞の距離にある能高越嶺道能高駐在所（現在の天池山荘）西北側に寄りかかる峰を「深堀山」と命名した（現在では「奇萊主山南南峰」と呼ばれる）。この事件の事後処理として霧社は5年もの長期「生計大封鎖」政策がとられ、食塩や鉄器、銃器など平地産の物品の霧社への移出が禁じられた。民族同士の融和が図られたが、「深堀大尉事件」はその後に発生した「人止関の役」、「姉妹原事件」、「タロコ戦役」、そして「霧社事件」など一連のセデック族、タロコ族と日本の官憲との軍事衝突事件の遠因となるのである。